# Bulbophyllum hemiprionotum
Bulbophyllum hemiprionotum là một loài phong lan thuộc chi Bulbophyllum.